# 4611 Vulkaneifel
4611 Vulkaneifel là một tiểu hành tinh vành đai chính với chu kỳ quỹ đạo là 1544.4546827 ngày (4.23 năm).
Nó được phát hiện ngày 5 tháng 4 năm 1989.